# SM-veckan 2011 (sommar)
SM-veckan sommar 2011 avgjordes i Halmstad vecka 26 (28 juni–3 juli) som den tredje sommarupplagan av SM-veckan. Tävlingarna arrangerades av Riksidrottsförbundet (RF), Sveriges Television (SVT) och Halmstads kommun.

## Idrotter
Under tävlingar avgjordes svenska mästerskap i sammanlagt 20 olika idrotter:

- Biathle
- Beach wrestling
- Casting
- Cykelsport
- Dragkamp
- Extremenduro
- Fallskärmshoppning
- Frisbee
- Glima
- Kanotpolo
- Orienteringsskytte
- Militär femkamp
- Rodd
- Rugby
- Simning
- Squash
- Submission wrestling
- Taido
- Triathlon
- Vindsurfing

I idrotten orienteringsskytte kom flest tävlande från Anderstorps OK. Totalt deltog 3 500 idrottare, och arrangörerna räknade med cirka 45 000 besökare.